# Schinne
Schinne is een plaats en voormalige gemeente in de Duitse deelstaat Saksen-Anhalt en maakt deel uit van de gemeente Bismark (Altmark) in de Landkreis Stendal.
Schinne telde, begin 2022, 399 inwoners. Het plattelandsdorp Schinne vormt een van de 20 Ortschaften van de gemeente Bismark. Het dorp vervult voor omliggende, kleinere plaatsjes een centrumfunctie (basisschool, enige winkels e.d.).
Schinne ligt ongeveer 4 km ten noorden van Steinfeld, dat zelf weer 12 km ten oost-zuidoosten van Bismark ligt.
De evangelisch-lutherse dorpskerk van Schinne dateert uit de 12e eeuw.

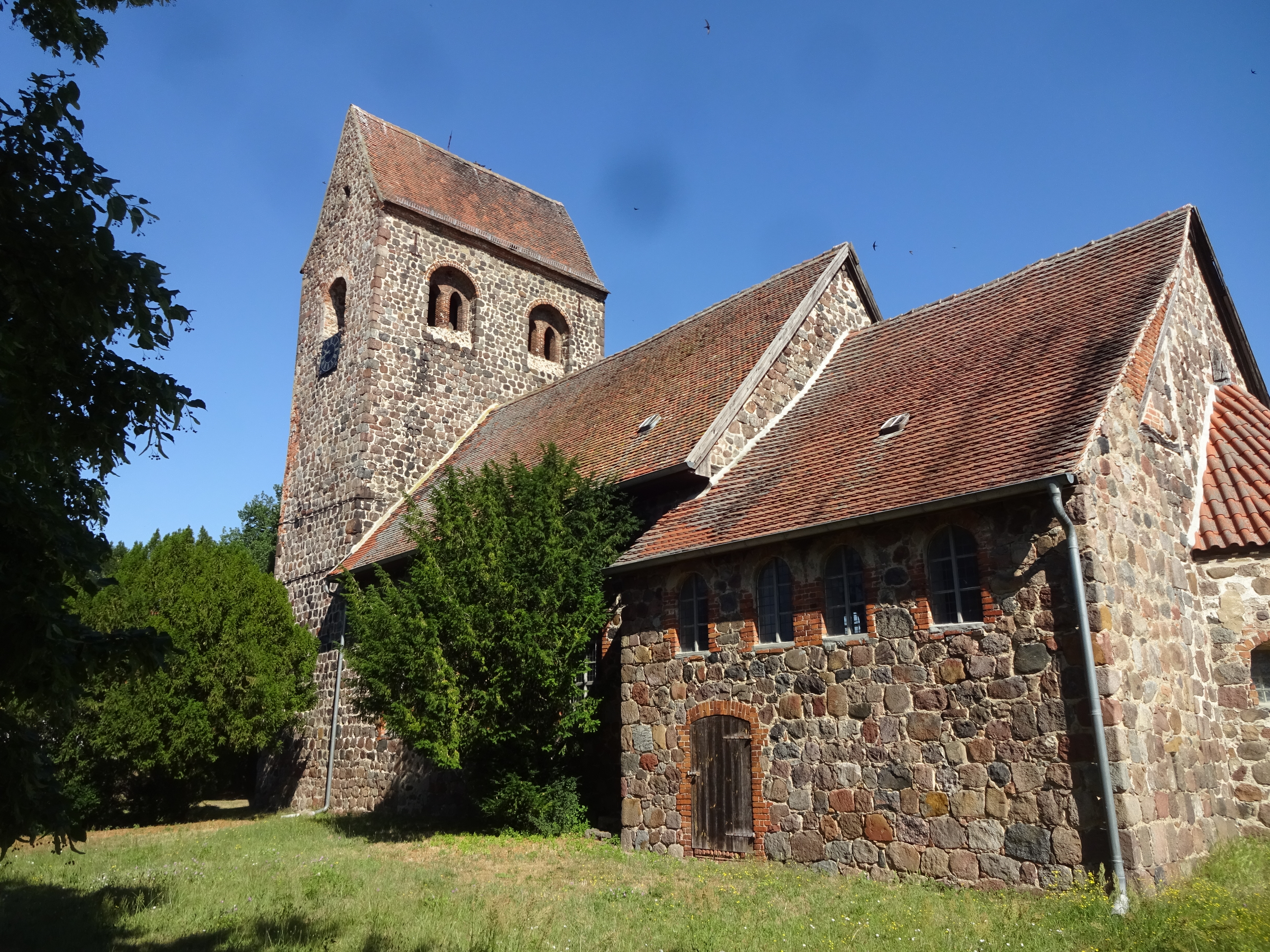
Dorpskerk te Schinne